# Circonscription de Kairouan
La circonscription de Kairouan est une ancienne circonscription électorale tunisienne. Elle couvre le territoire du gouvernorat de Kairouan.
Le décret-loi no 2022-55 du 15 septembre 2022 la divise en sept circonscriptions.

## Résultats électoraux
Voici les résultats des élections constituantes tunisiennes de 2011 pour la circonscription ; la liste donne les partis ayant obtenu au moins un siège :
| Parti          | Parti                                                              | Voix    | %    | Sièges |
| -------------- | ------------------------------------------------------------------ | ------- | ---- | ------ |
|                | Ennahdha                                                           | 70 192  | 43   | 4      |
|                | Pétition populaire pour la liberté, la justice et le développement | 30 084  | 18,4 | 2      |
|                | Congrès pour la République                                         | 7 542   | 4,6  | 1      |
|                | Ettakatol                                                          | 3 718   | 2,3  | 1      |
|                | Parti des travailleurs                                             | 2 731   | 1,7  | 1      |
| Inscrits       | Inscrits                                                           | 179 169 | 100  | 9      |
| Votants        | Votants                                                            | 163 333 |      | -      |
| Exprimés       | Exprimés                                                           | 163 333 | 100  | -      |
| Blancs et nuls | Blancs et nuls                                                     | 15 836  |      | -      |

## Constituants
|  | Nom               | Image | Parti |
|  | ----------------- | ----- | --- |
|  | Mahmoud Gouiaa    |       | Ennahdha |
|  | Farida Labidi     |       | Ennahdha |
|  | Ahmed Smiai       |       | Ennahdha |
|  | Moufida Marzouki  |       | Ennahdha |
|  | Romdhane Doghmani |       | Pétition populaire pour la liberté, la justice et le développement, Parti de l'ouverture et de la fidélité puis Parti du mouvement de la république |
|  | Rim Thairi        |       | Pétition populaire pour la liberté, la justice et le développement                                                                                  |
|  | Nizar Makhloufi   |       | Congrès pour la République, indépendant puis Wafa                                                                                                   |
|  | Habib Harguem     |       | Ettakatol |
|  | Fathi Ltaief      |       | Parti communiste des ouvriers de Tunisie |